# Cathédrale Saint-Jean-Baptiste de Firá
La cathédrale Saint-Jean-Baptiste (grec moderne : Καθεδρικός Ναός Αγίου Ιωάννη του Βαπτιστή), également connue sous le nom de Ntómo (grec moderne : Ντόμο ; italien : Domo), est une église catholique située dans la ville de Firá, sur l'île de Santorin, en Grèce. Elle est le siège du diocèse catholique de Santorin (en),.

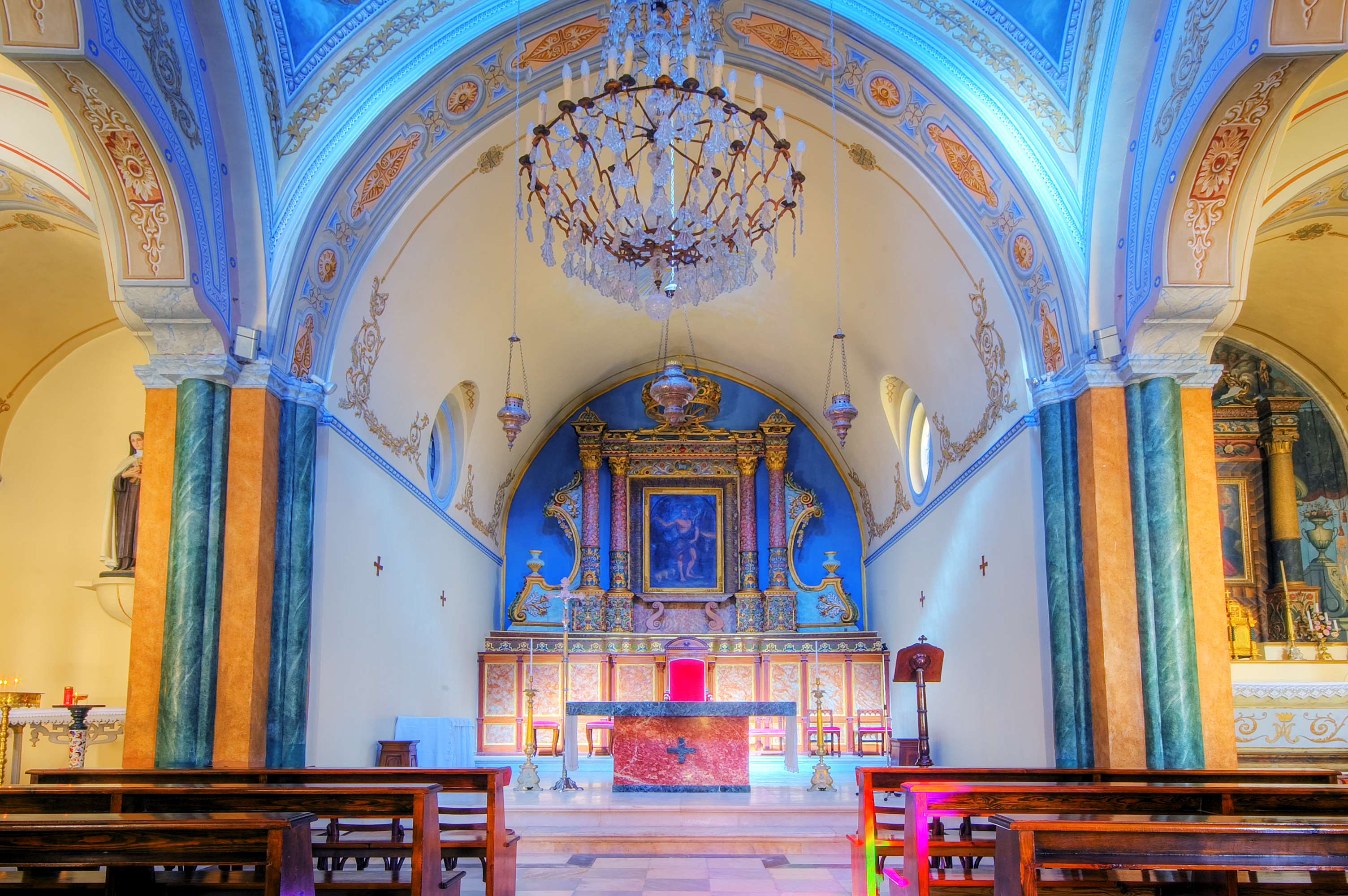
Vue intérieure de la cathédrale.

La cathédrale est située dans les quartiers catholiques du nord de Firá. Sa construction est achevée en 1823. En 1956, l'édifice est endommagé par un tremblement de terre, tandis que sa restauration ne s'achève qu'en 1975. Pendant cette période, l'église de l'Immaculée Conception de la Vierge Marie fait office de cathédrale à titre temporaire.
L'église est de style architectural baroque et diffère à bien des égards de la plupart des autres églises orthodoxes de l'île. L'église est dotée d'une coupole, ainsi que d'un clocher orné.
La cathédrale orthodoxe de l'île de Santorin, la cathédrale de la Présentation de Jésus au Temple, est située à proximité de la cathédrale catholique.